# Bisschop Hamerhuis
Het Bisschop Hamerhuis staat aan de Verlengde Groenestraat in Nijmegen en is ontworpen door de Nijmeegse architect Charles Estourgie. Het is in 1923 gebouwd als een studiehuis voor de Scheutisten. Het draagt de naam van de in 1900 in China vermoorde bisschop Ferdinand Hamer. Het Bisschop Hamerhuis is tegelijkertijd gebouwd met het klooster Mariënbosch. Architectonisch hebben beide gebouwen dan ook overeenkomsten.
Zeer markant is de pagode, bestaande uit twee verdiepingen op het Bisschop Hamerhuis. Het verwijst naar de werkzaamheden van bisschop Hamer en andere Scheutisten in China. Oorspronkelijk hadden ook de twee schoorstenen 'oosterse' overkappingen. De gevel is sober van uitvoering. Het gebouw heeft een glas-in-loodraam van de gebroeders Van der Essen, ter herinnering aan Hamer. Het gebouw wordt tegenwoordig gebruikt door de Hogeschool van Arnhem en Nijmegen.
Het gebouw is ook erkend als rijksmonument en draagt nummer 523031.